# Gabinet George’a H.W. Busha

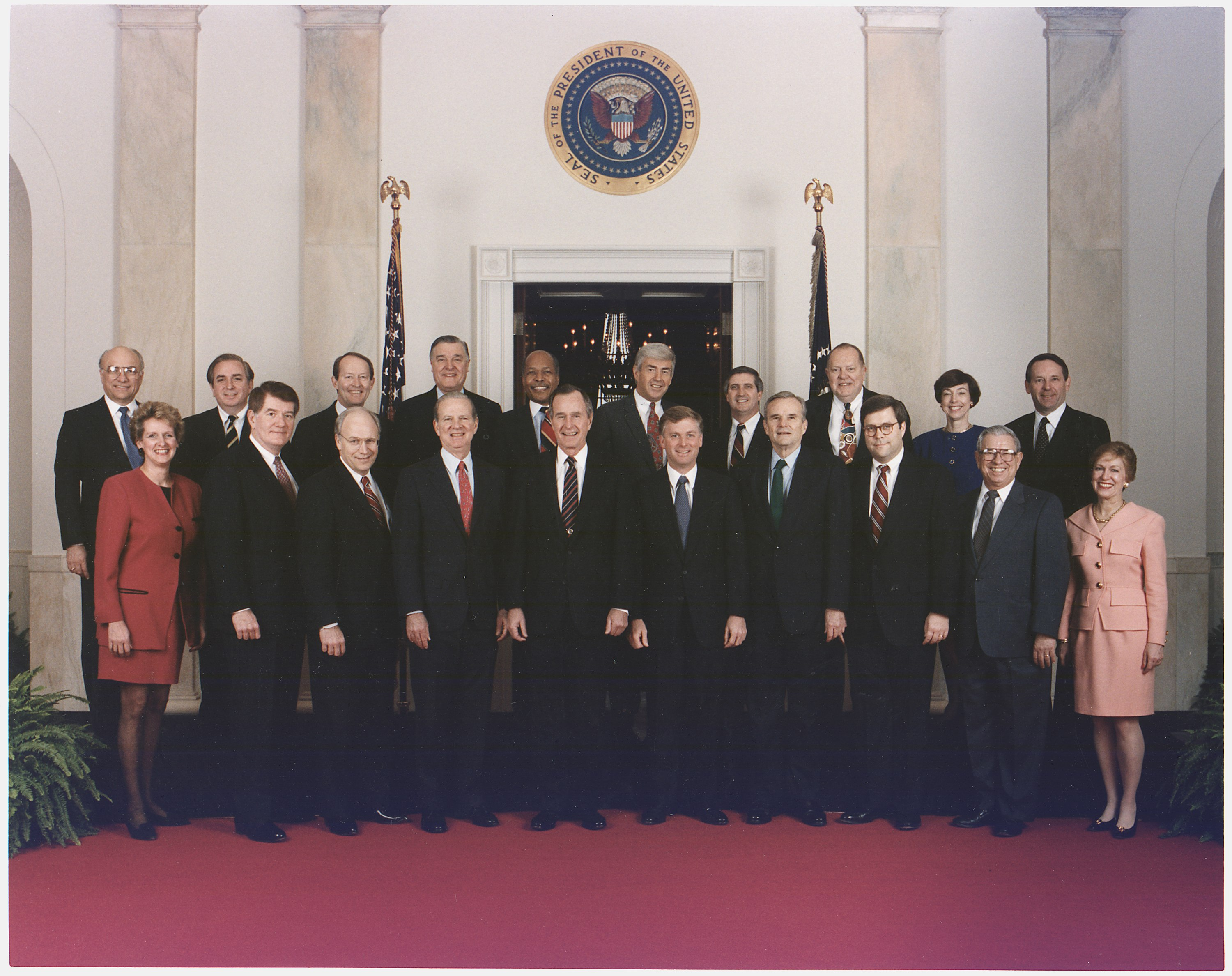
Gabinet George’a H.W. Busha w 1992 roku

Gabinet George’a H.W. Busha – powołany i zaprzysiężony w 1989.
| Departament/Funkcja                                     | Imię i nazwisko                              | Kadencja                            |
| ------------------------------------------------------- | -------------------------------------------- | ----------------------------------- |
| Prezydent                                               | George H.W. Bush                             | 1989 – 1993                         |
| Wiceprezydent                                           | Dan Quayle                                   | 1989 – 1993                         |
| Sekretarz stanu                                         | James Baker Lawrence Eagleburger             | 1989 – 1992 1992 – 1993             |
| Sekretarz skarbu                                        | Nicholas F. Brady                            | 1988 – 1993                         |
| Sekretarz obrony                                        | Dick Cheney                                  | 1989 – 1993                         |
| Prokurator generalny                                    | Charles Devens                               | 1877 – 1881                         |
| Sekretarz zasobów wewnętrznych                          | Manuel Lujan Jr.                             | 1989 – 1993                         |
| Sekretarz rolnictwa                                     | Clayton Keith Yeutter Edward Rell Madigan    | 1989 – 1991 1991 – 1993             |
| Sekretarz handlu                                        | Robert Mosbacher Barbara Franklin            | 1989 – 1992 1992 – 1993             |
| Sekretarz pracy                                         | Elizabeth Dole Lynn M. Martin                | 1989 – 1990 1991 – 1993             |
| Sekretarz zdrowia i opieki społecznej                   | Louis W. Sullivan                            | 1989 – 1993                         |
| Sekretarz urbanizacji                                   | Jack Kemp                                    | 1989 – 1993                         |
| Sekretarz transportu                                    | Samuel K. Skinner Andrew Card                | 1989 – 1991 1992 – 1993             |
| Sekretarz energetyki                                    | James D. Watkins                             | 1989 – 1993                         |
| Sekretarz edukacji                                      | Lauro Cavazos                                | 1988 – 1990                         |
|                                                         | Lamar Alexander                              | 1991 – 1993                         |
| Sekretarz ds. weteranów                                 | Edward Joseph Derwinski                      | 1989 – 1992                         |
| Dyrektor Biura Zarządzania i Budżetu                    | Richard Darman                               | 1989 – 1993                         |
| Przedstawiciel handlowy Stanów Zjednoczonych            | Carla Anderson Hills                         | 1989 – 1993                         |
| Doradca Prezydenta                                      | Clayton Yeutter                              | 1992 – 1993                         |
| Szef personelu Białego Domu                             | John H. Sununu Samuel K. Skinner James Baker | 1989 – 1991 1991 – 1992 1992 – 1993 |
| Kierownik Agencji Ochrony Środowiska                    | William K. Reilly                            | 1989 – 1993                         |
| Dyrektor Urzędu Planowania i Budżetu:                   | Richard Darman                               | 1989 – 1993                         |
| Dyrektor Krajowego Programu Przeciwdziałania Narkomanii | William Bennett Robert Martinez              | 1989 – 1990 1991 – 1993             |
| Reprezentant ds. Handlu                                 | Carla A. Hills                               | 1989 – 1993                         |